# Arkadij Babczenko
Arkadij Arkadjewicz Babczenko (ros. Аркадий Аркадьевич Бабченко; ur. 18 marca 1977 w Moskwie) – rosyjski pisarz i korespondent wojenny, z wykształcenia prawnik. Uważany za jednego z twórców współczesnej prozy wojennej, obok Zachara Prilepina i Aleksandra Karasiowa.

## Życiorys
Urodził się 18 marca 1977 w Moskwie. Jako żołnierz brał udział w I i II wojnie czeczeńskiej. Potem współpracował z Anną Politkowską i Nowają Gazietą. Jako korespondent wojenny relacjonował wojny w Osetii Południowej i Euromajdan.
Od 2017 żyje na Ukrainie. W Rosji jest poszukiwany listem gończym pod zarzutem terroryzmu. 
29 maja 2018 media podały informację, że został postrzelony w swoim mieszkaniu z broni palnej w plecy. Miał zostać odnaleziony przez swoją żonę, która w momencie zamachu przebywała w łazience, i umrzeć wskutek odniesionych ran, gdy był transportowany karetką do szpitala. Następnego dnia informacje te zostały zdementowane – dziennikarz pojawił się na konferencji prasowej wraz z przedstawicielami ukraińskich służb specjalnych. Rzekoma śmierć dziennikarza została zaaranżowana przez SBU jako pułapka na prawdziwych zamachowców, dybiących na jego życie.

## Twórczość
- 2002 – Dziesięć kawałków o wojnie. Rosjanin w Czeczenii[8] (ros. Десять серий о войне, przekład polski 2009)
- 2005 – Bożyj czełowiek (ros. Божий человек)
- 2006 - Ałchan-Jurt (ros. Алхан-Юрт)